# Express Raider
Express Raider ist ein Arcade-Spiel, das 1986 von Data East produziert wurde. Es ist ein Genre-Mix aus Beat ’em up und Shoot ’em up im Westernstil.

## Spielbeschreibung
Der Spieler übernimmt die Figur des Posträubers Express Raider und muss Geldsäcke von einem fahrenden Zug stehlen.

### Beat ’em up
Der erste Teil des Spieles ist ein Sidescrolling-Beat-’em-up auf dem Zug. Der Spieler muss sich in der Sidescroller-Perspektive durchkämpfen und Gegner in jedem Zugabteil mittels Boxhieben oder Tritten außer Gefecht setzen. Wenn die Gegner mit Flaschen oder Kohlen werfen, duckt sich der Spieler besser. Auch gibt es hohe Schilder, bei denen der Spieler ebenfalls den Kopf einziehen muss. Wenn man die Lokomotive in einer bestimmten Zeit erreicht hat, hält die Spielfigur zwei Goldsäcke in den Händen. Anschließend muss man noch ein paar Kojoten am Boden bekämpfen.

### Shoot ’em up
Hier reitet der Spieler auf einem Pferd ebenfalls in der Sidescroller-Perspektive. In den Fenstern des Zuges erscheinen Gegner, die man treffen muss, indem man schießt oder Gegenstände wirft. Frauen sollte man verschonen. Wenn man diese Runde überstanden hat, geht es mit erhöhtem Schwierigkeitsgrad wieder auf dem Zug weiter.

## Dies und Das
Außerhalb der USA ist das Spiel auch unter dem Spieltitel Western Express bekannt.

## Portierungen
- Amstrad CPC (1986)
- Commodore 64 (1987)
- Sinclair ZX Spectrum (1987)